# Fortunato Santini
Pour les articles homonymes, voir Santini.
Fortunato Santini (Rome, 5 janvier 1778 – Rome, 14 septembre 1861) est un prêtre, compositeur et collectionneur de musique italien. Aujourd'hui, la collection est conservée à la bibliothèque du diocèse de Münster (en général abrégé « D-MÜs »).

## Biographie
Fortunato Santini naît à Rome et grandit dans un orphelinat, où il étudie le contrepoint avec Giuseppe Jannacconi. Il prend plus tard des leçons d'orgue avec G. Giudi. Entre 1798 et 1801, il étudie la théologie et la philosophie et est ordonné prêtre en 1801. Dès ces années-là, il commence à copier et à recueillir des manuscrits musicaux de l'École romaine. Il estimait qu'il ne pouvait comprendre pleinement ces vieilles partitions que s'il était en mesure de les copier. Même au XIXe siècle, il n'était pas facile de comprendre la complexité de partitions manuscrites du XVIe siècle. Ces premiers exemplaires sont la base de sa collection qui devient de plus en plus importante. Pour copier les œuvres, Santini recherche les originaux dans différentes bibliothèques et archives de Rome, les églises et les monastères. Grâce au cardinal Carlo Odescalchi, qui héberge la collection de Santini dans son palais de Rome, Santini peut accéder à des archives privées détenues par la noblesse Romaine, comme la famille Ruspoli.
En 1820, Santini publie un catalogue d'environ un millier de partitions musicales de sa collection. Ce catalogue est rapidement reconnu dans toute l'Europe et Santini établit des contacts avec divers musicologues, musiciens et collectionneurs : Karl Proske, Raphaël Georg Kiesewetter, Carl von Winterfeld, Carl Friedrich Zelter et Félix Mendelssohn.
En 1835, grâce au cardinal Odescalchi, Santini est fait membre de la Congrégation e Accademia di Santa Cecilia, en 1837, de la Sing-Akademie zu Berlin, en 1845, du Mozarteum de Salzbourg et en 1840, du Comité historique des arts et monuments du Ministère de l'Instruction Publique.
Lorsqu'en 1838, le cardinal Odescalchi décide d'abandonner son titre de Cardinal pour devenir un simple membre des Jésuites, Santini emménage avec sa bibliothèque dans un appartement près de l'église de Santa Maria dell'Anima, l'église nationale de l'ensemble du Saint-Empire Romain germanique à Rome. Santini y organise des soirées privées hebdomadaires de musique où les œuvres de sa précieuse collection sont exécutées. Principalement de la musique vocale et sacrée en allemand de Bach, Haendel et Graun, compositeurs inconnus pour la plupart en Italie à l'époque. Pour rendre les textes allemands plus compréhensibles, il les traduit en italien ou en latin.
Entre 1830 et 1840, la situation économique de Santini est devenue difficile et il envisage pour la première fois la vente de sa collection numérotée, composée de 4 500 manuscrits et de 1 200 partitions imprimées. Toutes les grandes bibliothèques d'Europe, Berlin, Paris, Bruxelles et Saint-Pétersbourg sont intéressées. Mais c'est seulement en 1855 que Santini transmet son fonds au Diocèse catholique romain de Münster. Le montant exact payé reste un mystère. La seule chose certaine, c'est que Santini reçoit en plus du montant de la vente, une rente de 465 scudi payés trimestriellement. La collection de musique est d'abord déposée au Campo Santo Teutonico, le cimetière allemand de Rome. Un an après la mort de Santini le 14 septembre 1861, sa bibliothèque est transportée pièce par pièce, par charrette à âne à Münster.

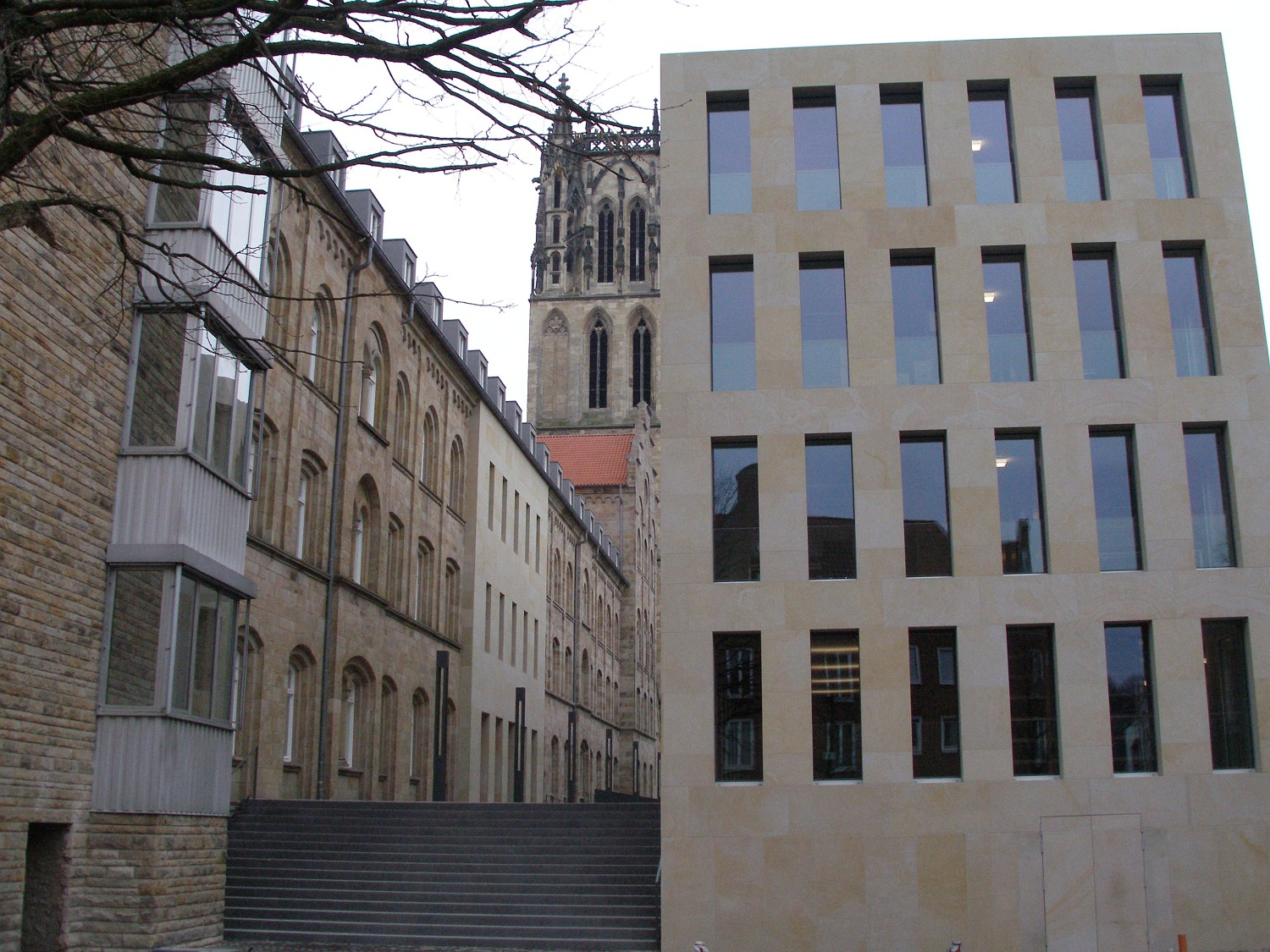
Vue de l'aile ouest de la bibliothèque du diocèse de Münster. En arrière-plan, la tour de la Überwasserkirche.

À Münster, la collection est déposée au Musée Épiscopal des antiquités chrétiennes et tombe en désuétude, oubliée pendant de nombreuses années. C'est seulement au début du XXe siècle que la bibliothèque de Santini est redécouverte par le musicologue anglais Edward Dent. En 1923, l'Évêque prête la bibliothèque Santini à l'Université de Münster, où la collection peut être dûment répertoriée et analysée. Au cours de la seconde Guerre Mondiale, les deux tiers de la bibliothèque de l'Université sont détruits et les cartes du catalogues brûlées. La bibliothèque Santini cependant échappe à ces dommages. Après les premiers bombardements, la collection est déplacée dans la résidence d'un évêque du pays par mesure de sécurité. Aujourd'hui, la collection Santini est détenue par la nouvelle bibliothèque du diocèse de Münster. Les précieux manuscrits y sont conservés d'une manière appropriée et peuvent être consultés par tous (mais pas en ligne sur le web).
Santini a composé de la musique sacrée, qui jusqu'à aujourd'hui est restée inédite. Certaines de ses lettres manuscrites et partitions sont également conservées à la bibliothèque du Conservatoire Giovanni Battista Martini (liceo musicale) de Bologne

## Film
- Le Réseau de Santini (La rete di Santini, Italie/Allemagne 2014)[4], réalisation, Georg Brintrup avec Renato Scarpa dans le rôle de Fortunato Santini.